# Шеддазы

Отсечение эктодомена белка металлопротеазой семейства ADAM.

Шеддазы (англ. sheddase от англ. to shed — «резать») — общее название ферментов, способных разрезать внеклеточные участки трансмембранных белков, отсекать их эктодомены. Многие шеддазы принадлежат к белковым семействам ADAM и BACE.
Шеддазы выполняют различные функции. Они активируют некоторые рецепторы, высвобождают агонист, связавшийся с рецептором, что позволяет агонисту стимулировать рецепторы на поверхности других клеток. Шеддазы участвуют в секреции гормонов, образующихся из мембрано-связанных предшественников, а также в регуляции поверхностной экспрессии многих интегральных мембранных белков.